# Roy Yamamoto
Roy Yamamoto es un deportista argentino que compitió en judo. Ganó una medalla de plata en el Campeonato Panamericano de Judo de 1970, en la categoría de –93 kg.

## Palmarés internacional
| Campeonato Panamericano | Campeonato Panamericano | Campeonato Panamericano | Campeonato Panamericano |
| Año                     | Lugar                   | Medalla                 | Categoría               |
| ----------------------- | ----------------------- | ----------------------- | ----------------------- |
| 1970                    | Londrina (Brasil)       | Medalla de plata        | –93 kg                  |